# Guillaume Depardieu
Guillaume Depardieu (Paris, 7 de abril de 1971 — Garches, 13 de outubro de 2008) foi um ator francês. Em sua carreira, participou de mais de quarenta filmes e produções de televisão. Guillaume Depardieu era filho dos atores Gérard Depardieu e Élisabeth Depardieu (que retomou seu nome de solteira, Guignot, após o divórcio) e irmão mais velho da atriz Julie Depardieu.
Depardieu faleceu em consequência de uma pneumonia fulminante contraída na Romênia, enquanto participava das filmagens de L'enfance d'Icare.